# Flyvere i natten (film fra 2014)
 For alternative betydninger, se Flyvere i natten. (Se også artikler, som begynder med Flyvere i natten)
Flyvere i natten er en dansk kortfilm fra 2014 instrueret af Tobias Gundorff Boesen.

## Handling
9-årige Valdemar bor med sin far Bo på et falde-færdigt landsted i provinsen. De har et legende og venskabeligt forhold, men Bo lider af alkoholproblemer, og Valdemar må derfor tit være den voksne og tage ansvaret for sig selv. Da Valdemar en dag mistænker sundhedsplejersken Ulla for at ville tvangsfjerne ham, starter en indbildt kamp for at forsvare gården og blive hos Bo. En kamp der utilsigtet får Bo til at se dybt ind i sig selv og narre sin elskede søn væk for at give ham en ordentlig barndom, før det er for sent.

## Medvirkende
- Søren Malling, Bo
- Pelle Falk Krusbæk, Valdemar
- Trine Appel, Ulla
- Frederik Meldal Nørgaard, Mand ved fest